# Língua cashibo
O cashibo (caxibo, cacibo, cachibo, cahivo), cacataibo, cashibo-cacataibo, managua ou hagueti é uma língua ameríndia da família pano (panoana), falado atualmente por aproximadamente 2700 pessoas. O idioma é falado no Peru nas regiões Huánuco, Loreto e Ucayali, especificamente nas proximidades dos rios Aguaytía, San Alejandro e Súngaro. Atualmente, o cashibo está em situação ativa e estável, sendo o idioma oficial nas regiões em que é pertencente. 
Não há muitos monolíngues, embora algumas mulheres com mais de cinquenta anos o sejam.Também, é utilizado nas escolas até a 3° série, e a taxa de alfabetização em cacataibo é de 5 a 10% em comparação com 15 a 25% de alfabetização em espanhol como segunda língua.
Um dicionário Cashibo-Cacataibo foi compilado, e há um corpo de literatura, especialmente poesia.

## Etimologia
A etimologia da palavra cashibo é proveniente dos termos pano “kashi”(morcego) + “-bu” (coletivo). Além disso, a palavra cacataibo deriva de outro termo ‘cacatai” (os melhores homens) + “-bu” (coletivo). O termo cashibo se refere ao povo que fala a língua cacataibo-cashibo. 

## Distribuição
Os povos que são falantes de cashibo organizam-se ao longo dos rios Aguaytía, San Alejandro e Súngaro, mais precisamente nas regiões de Ucayali, Huanuco e Loreto. Além disso, os dialetos da língua cacataibo incluem: cashibo, rubo (insunbo), cacataibo e nokaman (recentemente extinto).

## Fonologia
O idioma cashibo possui 6 vogais e 15 consoantes, além de sons vocálicos anasalados, como: an/ã, en/ẽ, ën/ë̃, in/ĩ , on/õ, un/ũ.

### Vogais
|         | Anterior | Central | Posterior |
| ------- | -------- | ------- | --------- |
| Fechada | u ũ      | ɨ       | i ĩ       |
| Média   | o õ      |         | e ẽ       |
| Aberta  |          | a ã     |           |

### Consoantes
|             | Bilabial | Alveolar | Retroflexa | Palatal | Velar | Glotal |
| ----------- | -------- | -------- | ---------- | ------- | ----- | ------ |
| Plosiva     | p        | t        |            |         | k kʷ  | ʔ      |
| Africada    |          | t͡s       |            | t͡ʃ      |       |        |
| Nasal       | m        | n        |            | ɲ       |       |        |
| Vibrante    |          | ɾ        |            |         |       |        |
| Fricativa   |          | s        | ʂ          | ʃ       |       |        |
| Aproximante | β̞        |          |            | j       | w     |        |

## Ortografia
O cashibo utiliza o alfabeto latino, porém não utiliza algumas letras, como: D, F, G, H, J, K, L, V e W. A escrita foi adaptada por missionários para adequar-se à fonologia da língua.  Também, o idioma faz uso de sinais gráficos diferenciados para simbolizar cada som. As vogais, por exemplo, contam com diferentes formas de se escrever o mesmo som. Exemplificadamente, pode-se observar isso na vogal “ë” que também pode ser representada como ɨ, ï, y. Além disso, ao se adicionar um “N” ou um “~”, a vogal passa a caracterizar um som anasalado.  Algumas consoantes do cacataibo também podem ter mais de uma forma de represntação. Isto é o caso, a exemplo, com a letra “B” (pode ser escrita com “v” e o “β”). Há diversas formas de se caracterizar na escrita cada som, essas são:
- Vogais – a, e, ë/ɨ/ï/y, i, o/u, u/o
- Vogais nasalizadas - an/ã, en/ẽ, ën/ë̃, in/ĩ, on/õ, un/ũ

- Consoantes - b/v/β, c/k/qu, ch/č, cu/kw, m, n, ñ/ny, p.

## Gramática

### Pronomes

#### Pessoais
O cashibo tem um sistema de pronomes pessoais que se distingue entre três pessoas do discurso diferentes e duas formas de número: singular e plural. Porém, pode-se encontrar mais de uma forma de plural para cada pessoa do discurso, além disso os falantes normalmente atribuem mais de um significado para elas. 
O sistema de plurais caracteriza por dois tipos de abrangir plurais: um que transmitem a ideia de um grupo mais restrito ou de menor quantidade, enqunato a segunda forma englobará grupos maiores ou conceitos menos restritos de quantidade. O marcador básico do plural em cacataibo é “-kama” e é usado para se referir a grupos com maior quantidade de elementos. A distinção entre as formas exclusivas e inclusivas do plural na primeira pessoa é relacionada a existência de duas maneiras de expressar um pronome pessoal em cashibo-cacataibo: o uso de um pronome pessoas de primeira pessoa especializado (também referido como inclusivo), e a possibilidade de adicionar o marcador de plural “-kama”’ à forma singular do pronome de primeira pessoa.
Os pronomes pessoais em cashibo apresentam um sistema tripartido de casos marcadores, em que as funções A (sujeito transitivo), O (objeto transitivo) e S (sujeito intransitivo) são expressadas de forma diferentes. No cacataibo, há o caso genitivo (relacionado a função a e usado para ideia de instrumento, local e tempo) e ele é expresso pelo marcador “-n” em alguns casos específicos. Contudo, os pronomes no caso genitivo são formas especiais que não seguem a flexão geral padronificada da língua. 
| Pessoa                                                                                     | A                   | S                   | O                | Genitivo   |
| ------------------------------------------------------------------------------------------ | ------------------- | ------------------- | ---------------- | ---------- |
| 1ª pessoa do singular                                                                      | 'ën                 | 'ëx                 | 'ë               | 'ën        |
| 2ª pessoa do singular                                                                      | min                 | mix                 | mi               | min        |
| 3ª pessoa do singular                                                                      | an                  | ax                  | a                | ain        |
| 1ª pessoa dual (inclusivo) 1ª pessoa do plural (inclusivo) 1ª pessoa do plural (exclusivo) | nun nukaman 'ëkaman | nux nukamax 'ëkamax | nu nukama 'ëkama | nun ~nukën |
| 2ª pessoa dual 2ª pessoa do plural                                                         | mitsun mikaman      | mitsux mikamax      | mitsu mikama     | mitsu      |
| 3ª pessoa dual 3ª do plural                                                                | atun akaman         | atux akamax         | atu akama        | atun       |

Obs: A forma dual de uma pessoa no discurso refere-se sempre a dois elementos (duas pessoas).

#### Interrogativos
Os pronomes interrogativos do cashibo são, na maioria dos casos, derivadas da forma básica “ui” (quem) e, como os pronomes pessoais, funcionam com um sistema tripartido de casos. Normalmente, é utilizada a combinação de ui + um marcador de caso, porém algumas formas derivaram do ui ao adicionar um final que não é sincronicamente identificável. 
| Pronome   | Tradução                             |
| --------- | ------------------------------------ |
| ui        | quem (caso O = objeto transitivo)    |
| uin       | quem (caso A = sujeito transitivo)   |
| uix       | quem (caso S = sujeito intransitivo) |
| uibë      | com alguém                           |
| uinu      | onde (localização exata)             |
| uimi      | onde (localização inexata)           |
| uiti      | quanto                               |
| uisaran   | quando                               |
| uisa      | como                                 |
| uisa kupi | por que                              |
| uinikë    | qual                                 |
| a ñu      | o que                                |
| a ñun     | com o que                            |

#### Demonstrativos
O sistema de pronomes demonstrativos no cacataibo é orientado pela pessoa principal do discurso e à distância dos elementos em relação a ela, em que é utilizado três graus de noção de distanciamento: perto, menos perto e longe de uem está falando. Com os pronomes demostrativos, também há distinção de casos. 
| significado             | A    | S    | O   |
| ----------------------- | ---- | ---- | --- |
| próximo do locutor      | ënën | ënëx | ënë |
| próximo do interlocutor | an   | ax   | a   |
| longe de ambos          | un   | ux   | u   |

### Substantivos

#### Classes
Com base na semântica, designa-se os substantivos do cashibo-cacataibo a diferentes classes, mas a maioria delas não possuem nenhuma relevância gramatical. Por exemplo, enquanto é possível distinguir a classe de artefatos (objetos feito por humanos) de uma de entidades naturais, a gramática não faz nenhuma distinção entre as classes. Substantivos apresentam, independentemente de sua classe, as mesmas possibilidades gramaticais, mas devido a seu contúdo semântico, eles tendem a ser interpretados diferentemente. Há também a separação de classes entre as elementos animados e inanimados. Entretanto, há algumas poucas classificações de substantivos que estabelecem interferência na gramática, estas são: termos de parentesco, partes do corpo, vocativos de animais de estimação e uma pequena classe de substantivos incontáveis. 

### Verbos
Os verbos em cashibo apresentam flexões em tempo, aspecto e modo, que ocorrem por meio de sufixação. 
| sufixo | tradução / utilidade |
| ------ | --- |
| -bait  | Significa duradouro ou mais cedo no memo dia. Ele indica que algo se iniciou naquele determinado dia e que a ação durou várias horas.                                                            |
| -nët   | Significa duradouro e a noite anterior. Indica que o evento ocorreu por várias horas na noite anterior em relação ao ponto referencial (ato do discurso ou qualquer ponto referencial de tempo). |
| -pun   | Indica que um evento acabou algumas horas atrás, necessariamente no dia da ação. |
| -inë   | Utilizado para evento passados remotos. |
| -tsin  | É usado para expressar a ideia de condicional subjuntiva (condição de algo improvável de acontecer) e contrafatual (estabele uma condição entre algo que não aconteceu e sua consequência).      |
| -këan  | Este sufixo é de categoria frustrativa e ele expressa que um evento não foi cumprido ou ocorrido em decorrência de razões que não estão sob controle do agente.                                  |
| -kan   | Marca o plural quando o sujeito estiver na terceira pessoa tanto do plural quanto do singular.                                                                                                   |

### Sentença
As sentenças em cashibo são escritas na ordem SOV ou SV, ou seja, o sujeito é seguido por objeto e, por último, verbo, ou apenas o sujeito e em seguida o verbo, não havendo objeto caso houver intransitividade verbal. O sujeito é seguido por um enclítico de segunda posição , isto é, palavras que representam uma classe de elementos que aparecem na segunda posição de uma sentença . Eles criam uma constituinte que indica registro, disposição, modalidade, evidencialidade, miratividade e valores de sujeitos na frase. 
| sujeito | enclítico | objeto / complemento | verbo  |
| ------- | --------- | -------------------- | ------ |
| 'ën     | kana      | Limanu Juanbë        | kwanin |

Tradução: Eu vou ir para Lima com o Juan.

## Vocabulário
Amostra de texto em cacataibo:
Ui uni cara 'iti icë axbi ca bëtsi unibë gobiernonën iscëx sënën ití icën. Ui cara ain tita ain papa 'iaxa quixun sinanquinma ca gobiernonën sinancëx ax bëtsibë sënën 'icën. Camaxunbi ca sinanti 'unanin. Camaxunbi ca añu ñu ati cara asábi 'icën, añu ñu 'ati cara 'aisama 'icë quixun 'unanti 'icën. Usa 'ain ca camaxbi ain xucënbë 'icësaribiti nuiananti 'icën. 
Tradução em português:
Todos os seres humanos nascem livres e iguais em dignidade e direitos. Eles são dotados de razão e consciência e devem agir uns em relação aos outros em espírito de fraternidade.
(Artigo 1 da Declaração Universal dos Direitos Humanos)
| Português | Espanhol | Baixo Aguaytía | San Alejandro | Alto Aguaytía | Sungayoracu |
| --------- | -------- | -------------- | ------------- | ------------- | ----------- |
| ANIMAL    | ANIMAL   | ɲúina          | ɲúina         | júina         | júina       |
| CRIANÇA   | NINÕ     | túa            | túa ʐu        | túa           | túa         |
| PESSOA    | PERSONA  | úni            | úni           | úni           | úni         |
| VENTO     | VIENTO   | súɲu           | zúɲu          | súyu          | súyu        |